# Popis hrvatskih veleposlanika u Alžiru
Republika Hrvatska i Alžirska Narodna Demokratska Republika održavaju diplomatske odnose od 15. listopada 1992. Sjedište veleposlanstva je u Alžiru.

## Veleposlanici
Veleposlanstvo Republike Hrvatske u Alžirskoj Narodnoj Demokratskoj Republici osnovano je odlukom predsjednika Republike od 26. travnja 2006.
| Veleposlanik       | Postavljenje       | Opoziv              | Sjedište |
| ------------------ | ------------------ | ------------------- | -------- |
| Vinko Kandžija     | 10. prosinca 1992. | 30. lipnja 1995.    | Alžir    |
| Smiljan Šimac      | 7. travnja 1997.   | 31. kolovoza 1999.  | Pariz    |
| Božidar Gagro      | 18. rujna 2002.    | 30. studenoga 2006. | Pariz    |
| Mirko Bolfek       | 2. siječnja 2007.  | 31. kolovoza 2012.  | Alžir    |
| Marin Andrijašević | 1. rujna 2012.     | 31. listopada 2018. | Alžir    |
| Ilija Želalić      | 1. studenoga 2018. |                     | Alžir    |

## Vanjske poveznice
- Alžir na stranici MVEP-a